# هرمس ایرلاینز
هرمس ایرلاینز (به انگلیسی: Hermes Airlines) یک شرکت هواپیمایی با کد یاتا H3 است که در تاریخ ۲۰۱۱ میلادی تأسیس شده است. دفتر مرکزی هرمس ایرلاینز در آلیموس، یونان واقع شده‌است.